# 久春内郡

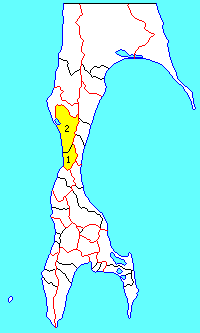
樺太・久春内郡の位置（1.久春内村 2.珍内町）

久春内郡（くしゅんないぐん）は、日本の領有下において樺太に存在した郡。
当該地域の領有権に関しては樺太の項目を参照。

## 郡域
1915年（大正4年）に行政区画として発足した当時の郡域は、久春内村、珍内町の1町1村の区域に相当する。

## 歴史

### 古代
古墳時代前期まで樺太南部で栄えた、続縄文文化の土器が、後の恵須取郡珍内町大字来知志字来知志の来知志遺跡から発見されている。遺跡は、来知志湖と海岸の間の砂丘上、来知志川が来知志湖から流れ出る場所の北に位置する。
4世紀ころには鈴谷文化が、5世紀ころからオホーツク文化が栄えた。オホーツク文化は、飛鳥時代に阿倍比羅夫と交戦した粛慎 (みしわせ)とされ、『日本書紀』や『続日本紀』に記述が見える。擦文文化進出にともない、オホーツク人は樺太南部から駆逐された。
平安時代中期（10世紀）までに擦文文化が入れ替わるよう久春内郡域に進出。これは当時、武士が台頭しはじめた和人社会において、矢羽や甲冑などの材料となるワシ羽や海獣皮の需要が高まっていたことが理由とみられる。オオワシ羽やアザラシ皮など重要な交易品は、流通に携わった安倍氏や奥州藤原氏をはじめとする奥羽の豪族に巨万の富をもたらした。同時に、和人社会からの品々の流入も増加し、アイヌ文化への転換の契機になったようである。続縄文文化や擦文文化の担い手は、先史時代の縄文文化の担い手の子孫であり、アイヌの祖先にあたる。

### 中世
奥州藤原氏の活動した時代のあと、鎌倉時代には、蝦夷管領・安東氏が唐子と呼ばれる蝦夷を統括（『諏訪大明神絵詞』も参照）。安東氏は陸の豪族でもあったが、中世に安藤水軍を擁し十三湊を拠点に日本海北部を中心にかなり広範囲にわたって活動していたという（『廻船式目』）。中世の安東氏は、蝦夷社会での騒乱時に、しばしば津軽海峡以北に出兵したという。
室町時代になり、安東水軍は幕府公認の関東御免船として活動。和産物を蝦夷社会へ供給するとともに北方産品を大量に仕入れ全国に出荷していた（『十三往来』）。また、安東氏は応永年間に「北海の夷狄動乱」を平定し日之本将軍と称した。
当時の唐子の居住地は、近世の西蝦夷地に相当する北海道日本海側や北海岸および樺太南部で、生活必需品などを得るため十三湊や渡党の領域まで赴いた（城下交易も参照）。15世紀末に、彼らは蝦夷管領の代官武田信広に献上品・銅雀台瓦硯を送り配下になったという（『福山秘府』）。

### 近世
江戸時代の久春内郡域は西蝦夷地に属し、慶長8年（1603年）宗谷に置かれた役宅の管轄を経て、貞享2年（1685年）宗谷場所に含まれた。この時点で、米や木綿などを得るために、樺太アイヌたちは和人地まで赴く必要は無くなったが、宝暦2年（1752年）ころ樺太南端のシラヌシにて交易が開始され、寛政2年（1790年）樺太南端の本斗郡好仁村白主に幕府は勤番所を置き、松前藩が樺太商場（場所）を開設。場所請負人は阿部屋村山家。当時の久春内郡域の最寄は、トンナイ（ホントケシ、本斗郡本斗町）に交易の拠点の運上屋が開設されていた。住民に対する撫育政策（オムシャ）などを通じ、地元の有力者を乙名などの役職に任じ、働けない老病者に薬や御救米の支給（介抱）なども行った。役職に就いた者は役蝦夷と呼ばれた。当時の地方行政の詳細については、場所請負制成立後の行政および江戸時代の日本の人口統計も参照。その後、場所請負人は、寛政8年から大阪商人・小山屋権兵衛と藩士・板垣豊四郎、翌9年からは板垣豊四郎が単独となる。寛政12年（1800年）樺太場所は松前藩主の知行する直営地であった。直営時代は藩士・高橋荘四郎と目谷安二郎が管理し、兵庫商人・柴屋長太夫が仕入れを請負った。

#### アイヌ乙名の山丹渡航
18世紀後半、ナヨロ（泊居郡名寄村）の惣乙名が、交易相手のスメレンクル夷や山丹人を殺害し、これをきっかけにライチシカ（三浜村）のアイヌ乙名も満州人の報復で朝貢交易を強いられた（『北夷分界余話』）。また郷長（ガシャン・ダ）の称号を与えられ（冊封）、数年に一度山丹に出向いていた。
ちなみに、幕藩体制下の郷村制の役職を持ちながら、朝貢交易で山丹に出向いた当時の彼らの位置付けは、薩摩藩の附庸国であった琉球王国の事例が近いと思われる。
紛争などが原因で朝貢を強要された例は、他に李氏朝鮮の仁祖があり、その経緯は大清皇帝功徳碑も参照されたい。

#### 第一次幕領期
文化4年（1807年）文化露寇が発生し、樺太を含む西蝦夷地全域が公議御料（幕府直轄領）になり松前奉行が治めることとなった（〜1821年、第一次幕領期）。以降、樺太場所請負人は柴屋長太夫。文化5年(1808年)会津藩が樺太警固についたが、文化6年(1809年)西蝦夷地から分立し、樺太が北蝦夷地となる。この年から弘前藩が警固に当たり、栖原家が伊達家と共同で北蝦夷地(文化6年6月、唐太から改称)場所を請負った。
山丹交易改革
交易で来航する山丹人に対して借財が増え、アイヌは困窮し大陸に連れ去られる者も多かったという（『蝦夷草紙後編』）。そのため、松田伝十郎の改革が行われ、支払いできない分を幕府が肩代わりしアイヌは借財から開放された。以降、山丹交易は幕府直営となり白主会所のみで行われることとなった。その後、アイヌたちは労働条件は過酷だったが漁場などで就労する者もいた。また、山丹交易改革後、アイヌ乙名たちの大陸渡航も禁じられた。

#### 松前藩復領後
北方の緊張が解消され、文政4年（1821年）には松前藩領に復した。
松前藩復領後、安政3年（1856年）に松浦武四郎が真縫久春内線の前身にあたる道を通り轟峠を越えて久春内郡域を訪れ、本斗安別線の前身にあたる道でライチシカまで踏査。武四郎は郡域内の三浜村（小田洲、恵比寿）、久春内で宿泊。安政3年の武四郎は幕吏として、箱館奉行所の支配組頭・向山源太夫に同行し渡樺した。
嘉永7年（1854年）刊行の『鈴木重尚 松浦武四郎 唐太日記』に記載される、弘化3年当時の状況の一部は下記のとおり。
- 久春内村
  - クシュンナイ川上流 - 上川伝次郎が分水嶺のチベアケ（カモイコタン）に打った、東岸との境界票
  - クシュンナイ（久春内） - アイヌの家4～5軒

○北蝦夷餘誌（安政3年、1856年の状況）
- 三浜村
  - ヲタス（小田洲） - 宿所
  - ライチシカ（来知志） - 石清水八幡

#### 松前藩や江戸幕府による北蝦夷地検分
松前藩領時代は、田沼意次治世の天明6年（1786年）には普請役下役の大石逸平が調査のためクシュンナイまで踏査。これは、赤蝦夷風説考の影響を受け実施されたものである。
寛政2年（1790年）松前藩の藩士高橋清左衛門（壮四郎）は場所請負人の船で樺太に赴き、久春内に到達（『村山家文書』）、翌年西岸のライチシカ（三浜村来知志）北方のコタンウトル（鵜城郡鵜城村古丹）まで踏査した。次いで寛政四年（1792）には最上常矩（徳内）により、樺太西岸のクシュンナイまで踏査。
第一次幕領期では、文化5年(1808年)と文化6年(1809年)、松田伝十郎と間宮林蔵による樺太北部の踏査が行われ、林蔵は久春内を経て小田洲（三浜村）に、伝十郎はライチシカにそれぞれ立ち寄っている。
第二次幕領期では安政元年(1854)6月、目付堀利照・勘定吟味役村垣範正らが西は来知志湖南隣のライチシカまで調査した。慶応元年（1865年）樺太詰めの箱館奉行支配在住・岡本監輔は足軽西村伝九郎とともに北知床岬を廻り樺太北岸を周廻。樺太北端のガオト(鵞小門)岬に達し、西岸経由でクシュンナイに帰着。

#### 樺太直捌場所の分立
安政年間(1854年～1860年)以降、西浦（西海岸）はノタサンより奥地が幕府直捌となる。安政3年（1856年）箱館奉行は鳥井権之助を北蝦夷地差配人に任命。同年、総勢18人の調査隊は、上陸したマアヌイ（栄浜郡白縫村真縫）からマアヌイ河沿いに西海岸のクシュンナイに達し、そこから北上。6月27日にライチシカ湖を探査、6月30日クシュナイに戻りさらに南下し、7月21日シラヌシに到着、8月4日宗谷、9月8日箱館着（敦賀屋文書）。
安政4年西海岸のクシュンナイ、ウシュロなどでも予想を上回る豊漁であったという。
安政4年（1857年）クシユンナイ等で多くの土方、木挽き、大工、鍛冶、番人、漁夫などが越冬した。しかし厳しい寒さによる脚気や栄養失調で越冬者45人中24人が死亡する悲劇となった。
石狩御直場所
安政5年（1858年）クシュンナイ周辺が箱館奉行石狩役所の直捌場所となり、箱館奉行調役荒井金助、並城六郎をクシュンナイに派遣。幕府の官船「豊平丸」と「若生丸」で人材や物資を輸送、「石狩御直場所」の標木を建て官舎や倉庫なども建設し、久春内やナヨロ（泊居郡名寄村）に漁場を開設。その後の物資の輸送は、幕府の官船「安寧丸」を借り受けた。漁場の状況については北海道におけるニシン漁史も参照されたい。
※漁場の経営は後に栖原家が取捌を引継ぐこととなった。
幕末の状況について、「北海道歴検図」のカラフトの部分の絵図と松浦武四郎の「北蝦夷山川地理取調図」等では、会所(運上屋)・役宅について、権之助の義兄松川弁之助が西浦のクシュンナイ(久春内村)に取締所を建てた。クシュンナイにはオランダ式のストーブ4器を配置。
幕末当時の宗教施設や漁場については下記のとおり。
○西浦の神社社
- 三浜村 - ライチシカ(来知志)石清水八幡八

○西浦漁場（南方より順次記載）慶応3年12月 栖原家十代寧幹時代の樺太漁場
- 久春内村 - クシュナイ(久春内村)、コモシララヲロ(小茂白)
- 三浜村 - ルウクシナイ(留久志)

※クシュナイに番屋(漁番屋)が存在した。

#### 幕末の樺太警固（第二次幕領期）
安政2年（1855年）日露和親条約では樺太における国境が未確定のまま棚上げ先送りされた。同年から樺太を含む蝦夷地全域が再び公議御料となり、秋田藩が久春内郡の警固を行い、漁場の番屋に詰める番人を、冬季は武装化して足軽とし警固した。万延元年（1860年）樺太警固は仙台・会津・秋田・庄内の4藩となるが、文久3年（1863年）以降は仙台・秋田・庄内の3藩体制となる。慶応3年（1867年）樺太雑居条約で樺太全島が日露雑居地とされた。

### 大政奉還後
大政奉還後の慶応4年（1868年）4月12日、箱館裁判所(閏4月24日に箱館府と改称)の管轄となり、同年6月末、岡本監輔、箱館府の公議所(裁判所)の官員で従事・千葉八郎をクシュンナイ(久春内)に派遣し、王政復古を布告して出張所を設けた。明治2年（1869年）開拓使直轄領となり、北蝦夷地を樺太州（国）と改称された。明治3年（1870年）開拓使から分離した樺太開拓使領は、明治4年（1871年）樺太開拓使再統合により開拓使直轄領に戻り、8月29日廃藩置県。このころ行われた文明開化期の事象としては、神仏分離令、壬申戸籍編製、散髪脱刀令、平民苗字必称義務令公布などが挙げられる。アイヌは百姓身分だったため、平民となった。明治8年（1875年）、樺太千島交換条約によりロシア領とされた。同条約第六款において露領時代も日本人の漁業権が認められており、西能登呂岬より久春内まで西海岸漁区の、久春内から樺太北端までは北西海岸漁区の範囲に含まれた。

### ロシアの侵出
安政2年（1855年）日露和親条約で国境未確定のまま棚上げ先送りとなった後、安政4年（1857年）7月、ロタノスケ率いるロシア軍が、上陸地のナヨロ（泊居郡名寄村）からクシニンナイ（久春内村）に移動し、クスナイスキー哨所（砦）を建設する事件が発生。このときは日本の警護が固く8月1日撤退している。これが久春内郡域における初の侵出である。その後、文久3年（1863年）のアイヌ身柄強奪事件発生当時には、クシュンナイ(久春内村)に滞在するロシア人がいた。慶応元年（1865年）ロシア軍艦が大砲二門を久春内まで運び、強引に揚陸し哨所を築いている（ロシア軍艦対馬占領事件や帝国主義・南下政策も参照）。慶応2年（1866年）2月23日、箱館奉行の幕吏・水上重太夫氏ら8名が犬ぞりで通りかかると、前年築れたイリンスキー哨所のロシア兵から進路妨害を受けた上、哨所内に拘束される久春内幕吏拘束事件も発生。その翌年の1867年樺太雑居条約の締結で樺太全土が日露雑居地となり、クシュンナイも樺太放棄までにロシア人が侵出した。

### 日本領復帰後
- 1905年（明治38年）
  - 7月 - 日露戦争・樺太の戦いで、日本軍第13師団が占領。31日、在樺太ロシア軍降伏。
  - 8月1日 - 軍政が敷かれ、南樺太に4つの軍政署を開設。南樺太西岸には、真岡付近に第四仮軍政区のマウカ軍政区署が設置されていた。
  - 8月28日 - 内務省下樺太民政署コルサコフ（大泊町）支所の管轄となる。
  - 9月1日 - 日露休戦条約を締結。
  - 9月4日 - 樺太民政署マウカ支所クスンナイ（久春内）出張所の管轄となる。
  - 9月5日 - ポーツマス条約締結により日本領に復帰。
- 1907年（明治40年）3月14日 - 内務省の下部組織樺太庁発足、マウカ支庁クスンナイ出張所の管轄となる。
- 1908年（明治41年）4月 - 管轄支庁を真岡支庁久春内出張所に改称。
- 1909年（明治42年） - 樺太庁令で「部落総代規定」を制定。主要集落に町村長に相当する総代を置き、行政事務をおこなうこととした。
- 1913年（大正2年）
  - 6月 - 久春内出張所を名好支庁に移管。同日名好支庁は久春内支庁に改称。
  - 10月 - 支庁が泊居出張所に移転して泊居支庁に改称。旧・久春内支庁に久春内出張所を設置。

### 郡発足以降の沿革
- 1915年（大正4年）6月26日 - 「樺太ノ郡町村編制ニ関スル件」（大正4年勅令第101号）の施行により、行政区画としての久春内郡発足。発足時は久春内村、三浜村が所属。泊居支庁久春内出張所が管轄。（2村）
- 1918年（大正7年） - 共通法（大正7年法律第39号）（大正7年4月17日施行）1条2項で、樺太を内地に含むと規定[34]され、終戦まで基本的に国内法が適用されることとなった。
- 1922年（大正11年）4月1日 - 「樺太ノ地方制度ニ関スル法律」（大正10年4月8日法律第47号）と、その細則「樺太町村制」（大正11年1月23日勅令第8号）を同時に施行。「部落総代規定」廃止。
- 1929年（昭和4年）7月1日 - 樺太町村制の施行により、久春内村、三浜村（二級町村）が発足。（1町2村）
- 1941年（昭和16年）4月1日 - 三浜村が町制施行して珍内町（一級町村）となる。（1町1村）
- 1940年（昭和15年）1月 - 珍内町の管轄支庁が恵須取支庁に変更。
- 1942年（昭和17年）11月 - 久春内村の所属郡が泊居郡、珍内町の所属郡が恵須取郡にそれぞれ変更。同日久春内郡消滅。